# Смирнов, Николай Владимирович
Николай Владимирович Смирнов (1878—1915) — русский полковник, герой Первой мировой войны.

## Биография
Родился 18 марта 1878 года. Начальное образование получил в 3-м Московском кадетском корпусе, по окончании которого 1 сентября 1895 года был принят в Алексеевское военное училище.
13 августа 1897 года выпущен из училища подпоручиком в лейб-гвардии Московский полк. Произведённый 13 августа 1901 года в поручики Смирнов успешно сдал вступительные экзамены в Николаевскую академию Генерального штаба. Окончил академию в 1903 году по 1-му разряду, причём за успехи в науках 23 мая того года был произведён в штабс-капитаны гвардии с переименованием в капитаны Генерального штаба.
27 октября 1903 года Смирнов для прохождения служебного ценза был назначен командиром роты в лейб-гвардии Московском полку. 20 сентября 1904 года он сдал роту и 12 октября был назначен старшим адъютантом штаба 25-й пехотной дивизии. Состоя на этой должности Смирнов принял участие в русско-японской войне, был ранен и за боевые отличия награждён орденами св. Анны 4-й степени, св. Станислава 2-й степени с мечами и бантом и св. Владимира 4-й степени с мечами и бантом.
30 августа 1907 года Смирнов был назначен помощником старшего адъютанта штаба Виленского военного округа, 6 декабря 1908 года произведён в подполковники и 18 апреля 1907 года назначен на должность старшего адъютанта штаба Виленского военного округа. 2 марта 1909 года награждён орденом св. Анны 2-й степени. Произведённый 25 марта 1912 года в полковники Смирнов 16 декабря 1913 года был назначен начальником отделения Главного управления Генерального штаба.
В конце 1914 года он занял должность начальника оперативного отделения отдела генерал-квартирмейстера 10-й армии, но уже в начале 1915 года переведён начальником штаба 4-й Финляндской стрелковой дивизии и принял участие в сражениях Первой мировой войны. Затем он командовал 43-м пехотным Охотским полком. Погиб в бою в бою у с. Волощизна 10 августа 1915 года. Высочайшим приказом от 1 сентября 1915 года Смирнов посмертно был награждён орденом св. Георгия 4-й степени
За то, что будучи исправляющим должность начальника штаба 4-й Финляндской стрелковой дивизии в бою 7-го мая 1915 г. в районе Гай-Вышний, в критическую минуту, когда правый фланг дивизии был потеснён, а центр прорван, под губительным огнём противника лично объезжал боевую линию, устраивая части и налаживая оборону на новой линии. Направленный по его личной инициативе батальон резерва столь удачно ударил по флангу прорвавшихся частей противника, что не только неприятель был отброшен, но было даже взяти 17 офицеров и 640 нижних чинов пленными. Исполняя приказание начальника дивизии Смирнов своим доблестным хладнокровием и решимостью в полной мере способствовал окончательному успеху дивизии.